# Билишане
Билишане (хорв. Bilišane) — населений пункт у Хорватії, у Задарській жупанії у складі міста Оброваць.

## Населення
Населення за даними перепису 2011 року становило 176 осіб.
Динаміка чисельності населення поселення:

## Клімат
Середня річна температура становить 13,58 °C, середня максимальна – 27,83 °C, а середня мінімальна – -0,42 °C. Середня річна кількість опадів – 942 мм.
| Клімат поселення                              | Клімат поселення | Клімат поселення | Клімат поселення | Клімат поселення | Клімат поселення | Клімат поселення | Клімат поселення | Клімат поселення | Клімат поселення | Клімат поселення | Клімат поселення | Клімат поселення | Клімат поселення |
| Показник                                      | Січ.             | Лют.             | Бер.             | Квіт.            | Трав.            | Черв.            | Лип.             | Серп.            | Вер.             | Жовт.            | Лист.            | Груд.            |                  |
| Середній максимум, °C                         | 9,20             | 10,22            | 13,32            | 16,81            | 21,53            | 25,31            | 27,83            | 27,48            | 23,19            | 18,48            | 13,11            | 9,80             |                  |
| Середня температура, °C                       | 4,39             | 5,40             | 8,51             | 12,01            | 16,72            | 20,48            | 23,73            | 23,40            | 19,11            | 14,39            | 9,03             | 5,72             |                  |
| Середній мінімум, °C                          | −0,42            | 0,60             | 3,70             | 7,20             | 11,91            | 15,68            | 19,65            | 19,30            | 15,02            | 10,32            | 4,94             | 1,64             |                  |
| Норма опадів, мм                              | 75               | 70               | 74               | 82               | 72               | 65               | 44               | 57               | 95               | 103              | 112              | 93               |                  |
| Середньомісячна швидкість вітру, м/с          | 2.19             | 2.34             | 2.57             | 2.49             | 2.20             | 2.01             | 2.03             | 1.88             | 2.01             | 2.07             | 2.44             | 2.41             |                  |
| Середньомісячна сонячна радіація, кДж/м²·день | 5003             | 7670             | 11321            | 15984            | 20047            | 22422            | 24163            | 21008            | 15494            | 9871             | 5373             | 4256             |                  |
| --------------------------------------------- | ---------------- | ---------------- | ---------------- | ---------------- | ---------------- | ---------------- | ---------------- | ---------------- | ---------------- | ---------------- | ---------------- | ---------------- | ---------------- |
| Джерело:                                      |                  |                  |                  |                  |                  |                  |                  |                  |                  |                  |                  |                  |                  |